# Xevioso orthomeles
Xevioso orthomeles är en spindelart som beskrevs av Griswold 1990. Xevioso orthomeles ingår i släktet Xevioso och familjen Phyxelididae. Inga underarter finns listade i Catalogue of Life.